# La Guardia, Argentina
La Guardia är en ort i Argentina.   Den ligger i provinsen Catamarca, i den centrala delen av landet, 900 km nordväst om huvudstaden Buenos Aires. La Guardia ligger 231 meter över havet och antalet invånare är 493.
Terrängen runt La Guardia är platt. Runt La Guardia är det mycket glesbefolkat, med 4 invånare per kvadratkilometer.. Det finns inga andra samhällen i närheten.
Omgivningarna runt La Guardia är i huvudsak ett öppet busklandskap.